# Marc Becquet
Marc C. Becquet ist ein belgischer Elektronikingenieur und hoher Beamter der Europäischen Union. Ab 1. Mai 2020 leitete er als Direktor das Amt für Gebäude, Anlagen und Logistik - Brüssel (OIB). Ab 1. Februar 2023 leitete er zudem kommissarisch das Amt für Gebäude, Anlagen und Logistik - Luxemburg. Seine Nachfolge übernahmen zum 1. Mai 2025 Morten Fjalland (OIB) und José Miranda-Vizuete (OIL).

## Leben
Marc Becquet studierte Ingenieurwissenschaften an der Ecole Polytechnique der Freien Universität Brüssel mit Masterabschluss 1983 und Promotion 1987. Anschließend war er noch bis 1989 an der Universität tätig.
Becquet trat danach in den Dienst der Europäischen Union, zunächst am Joint Research Center (JRC) in Ispra. Dort war er von 1989 bis 1993 im Programm für die thermonukleare Fusion tätig. Er wechselte 1993 als Abteilungsleiter für Wettbewerbsaktivitäten und Öffentlichkeitsarbeit an das damalige JRC-Institut für fortschrittliche Materialien in Petten. Anschließend arbeitete er bis 2002 als Assistent des JRC-Direktors und durchlief von 2002 bis 2010 weitere Karrierestationen am JRC.
Er wechselte 2010 in die Generaldirektion Humanressourcen und Sicherheit, zunächst bis 2015 als Abteilungsleiter Gesundheit und Sicherheitsstrategien, danach kurzzeitig in weiteren Funktionen.